# Torneo Competencia 1948
Het Torneo Competencia 1948 was de tiende editie van deze Uruguayaanse voetbalcompetitie. Het toernooi stond enkel open voor clubs uit de Primera División en liep van 25 april tot 11 juli 1948. Titelhouder CA Peñarol slaagde er niet in om het toernooi voor de derde maal op rij te winnen; ze moesten rivaal Club Nacional de Football voor zich laten in de eindstand.

## Teams
Aan het Torneo Competencia deden enkel ploegen mee die dat jaar speelden in de Primera División. In 1948 waren dat onderstaande ploegen, die allen uit Montevideo afkomstig waren. Danubio FC speelde dit seizoen voor het eerst op het hoogste niveau en debuteerde dus ook in het Torneo Competencia. CS Miramar (vorig jaar ook laatste in het Torneo Competencia) was gedegradeerd uit de Primera División en deed dus niet mee.
| Clubs        | Clubs                     |
| ------------ | ------------------------- |
| Central FC   | Montevideo Wanderers FC   |
| CA Cerro     | Club Nacional de Football |
| Danubio FC   | CA Peñarol                |
| CA Defensor  | Rampla Juniors FC         |
| Liverpool FC | CA River Plate            |

## Toernooi-opzet
Het Torneo Competencia werd gespeeld voorafgaand aan de Primera División. De tien deelnemende clubs speelden een halve competitie tegen elkaar en de ploeg die de meeste punten behaalde werd eindwinnaar. De behaalde resultaten telden ook mee voor het Torneo de Honor 1948. Het toernooi was een Copa de la Liga; een officieel toernooi, georganiseerd door de Uruguayaanse voetbalbond (AUF).

## Toernooiverloop
Promovendus Danubio FC wist in hun eerste officiële wedstrijd op het hoogste niveau te winnen van titelverdediger CA Peñarol; La Franja zegevierde met 2–1. Ook hun tweede wedstrijd, tegen CA River Plate, wist Danubio te winnen. Zij gingen nu samen met Club Nacional de Football aan de leiding. Peñarol en Montevideo Wanderers FC kwamen tijdens de tweede speelronde niet in actie; hun wedstrijd werd pas aan het eind van de competitie ingehaald.
Tegen Central FC leed Danubio hun eerste nederlaag. Nacional won die week wel en ging zo solo aan kop. Ook tegen Rampla Juniors FC verloor Danubio, waardoor ze zakten naar plek vijf. De tweede plek was voor Central, met drie punten minder dan Nacional (dat nog alles had gewonnen). Tegen CA Defensor en Liverpool FC behaalde Nacional ook een overwinning. De Tricolores hadden na zes wedstrijden nog altijd de maximale score. Eerste achtervolger was nu Peñarol met vier punten minder, maar wel nog een wedstrijd tegen Wanderers achter de hand.
Op 20 juni kon het toernooi beslist worden. Nacional en Peñarol stonden tegenover elkaar en indien Nacional dit zou winnen konden ze niet meer achterhaald worden in de stand. Dit gebeurde ook: Nacional won met 2–0, waardoor ze het Torneo Competencia voor de derde maal op hun naam schreven. De maximale score behaalden ze echter niet; hun laatste wedstrijd tegen Montevideo Wanderers eindigde in een 4–4 gelijkspel.
Peñarol won hun resterende wedstrijden wel en eindigde hierdoor op de tweede plek. Defensor en Danubio behaalden plek drie en vier. Liverpool wist geen enkele overwinning te behalen en werd met vier gelijke spelen en vijf nederlagen de rode lantaarn van het toernooi.

### Eindstand
|     | Club                      | Sp. | W | G | V | Pnt. | DV | DT | DS  |
| --- | ------------------------- | --- | - | - | - | ---- | -- | -- | --- |
| 1.  | Club Nacional de Football | 9   | 8 | 1 | 0 | 17   | 32 | 10 | +22 |
| 2.  | CA Peñarol                | 9   | 7 | 0 | 2 | 14   | 24 | 8  | +16 |
| 3.  | CA Defensor               | 9   | 4 | 2 | 3 | 10   | 14 | 15 | –1  |
| 4.  | Danubio FC                | 9   | 4 | 2 | 3 | 10   | 14 | 16 | –2  |
| 5.  | Central FC                | 9   | 4 | 1 | 4 | 9    | 12 | 17 | –5  |
| 6.  | CA River Plate            | 9   | 3 | 2 | 4 | 8    | 15 | 18 | –3  |
| 7.  | Montevideo Wanderers FC   | 9   | 3 | 1 | 5 | 7    | 18 | 23 | –5  |
| 8.  | CA Cerro                  | 9   | 1 | 4 | 4 | 6    | 13 | 21 | –8  |
| 9.  | Rampla Juniors FC         | 9   | 2 | 1 | 6 | 5    | 14 | 18 | –4  |
| 10. | Liverpool FC              | 9   | 0 | 4 | 5 | 4    | 9  | 19 | –10 |

| Winnaar Torneo Competencia 1948    |
| ---------------------------------- |
| Club Nacional de Football 3e titel |

1934 ·
1936 ·
1941 ·
1942 ·
1943 ·
1944 ·
1945 ·
1946 ·
1947 ·
1948 ·
1949 ·
1950 ·
1951 ·
1952 ·
1953 ·
1955 ·
1956 ·
1957 ·
1958 ·
1959 ·
1961 ·
1962 ·
1963 ·
1964 ·
1967 ·
1985 ·
1986 ·
1987 ·
1988 ·
1989 ·
1990